# Huayllamarca (Colquiri)
Huayllamarca ist eine Ortschaft im Departamento La Paz im Hochland des südamerikanischen Andenstaates Bolivien.

## Lage im Nahraum
Huayllamarca ist zentraler Ort des Kanton Huayllamarca im Municipio Colquiri in der Provinz Inquisivi. Die Ortschaft liegt auf einer Höhe von 4089 m am Zusammenfluss des Río Vaqueria mit dem Río Laca Lacani zum Río Huaylla Uma.

## Geographie
Huayllamarca liegt zwischen dem bolivianischen Altiplano im Westen und dem Amazonas-Tiefland im Osten. Die Region weist ein ausgeprägtes Tageszeitenklima auf, bei dem die mittleren Temperaturschwankungen im Tagesverlauf deutlicher ausfallen als im Jahresverlauf.
Die Jahresdurchschnittstemperatur der Region Huayllamarca liegt bei 7 °C (siehe Klimadiagramm Colquiri), die mittleren Monatswerte schwanken nur unwesentlich zwischen 3 °C im Juni und Juli und 9 °C von November bis Februar. Der Jahresniederschlag beträgt 500 mm, die Monatsniederschläge liegen zwischen unter 10 mm in der Trockenzeit von Mai bis August und 100 bis 120 mm im Januar und Februar.

## Verkehrsnetz
Huayllamarca liegt in einer Entfernung von 241 Straßenkilometern südöstlich von La Paz, der Hauptstadt des Departamentos.
Von La Paz/El Alto aus führt die asphaltierte Nationalstraße Ruta 1 in südöstlicher Richtung 200 Kilometer über Patacamaya und Sica Sica nach Caracollo, und ab dort die Ruta 4 nach Osten 38 Kilometer über Lequepalca nach Huayllamarca.

## Bevölkerung
Die Einwohnerzahl der Ortschaft ist im vergangenen Jahrzehnt um etwa die Hälfte zurückgegangen:
| Jahr | Einwohner         | Quelle       |
| ---- | ----------------- | ------------ |
| 1992 | keine Detaildaten | Volkszählung |
| 2001 | 188               | Volkszählung |
| 2012 | 112               | Volkszählung |
| 2024 |                   | Volkszählung |

Die Bevölkerung der Region gehört vor allem dem indigenen Volk der Aymara an, 82,9 Prozent der Einwohner des Municipio Colquiri sprechen Aymara.